# Verführungstheorie

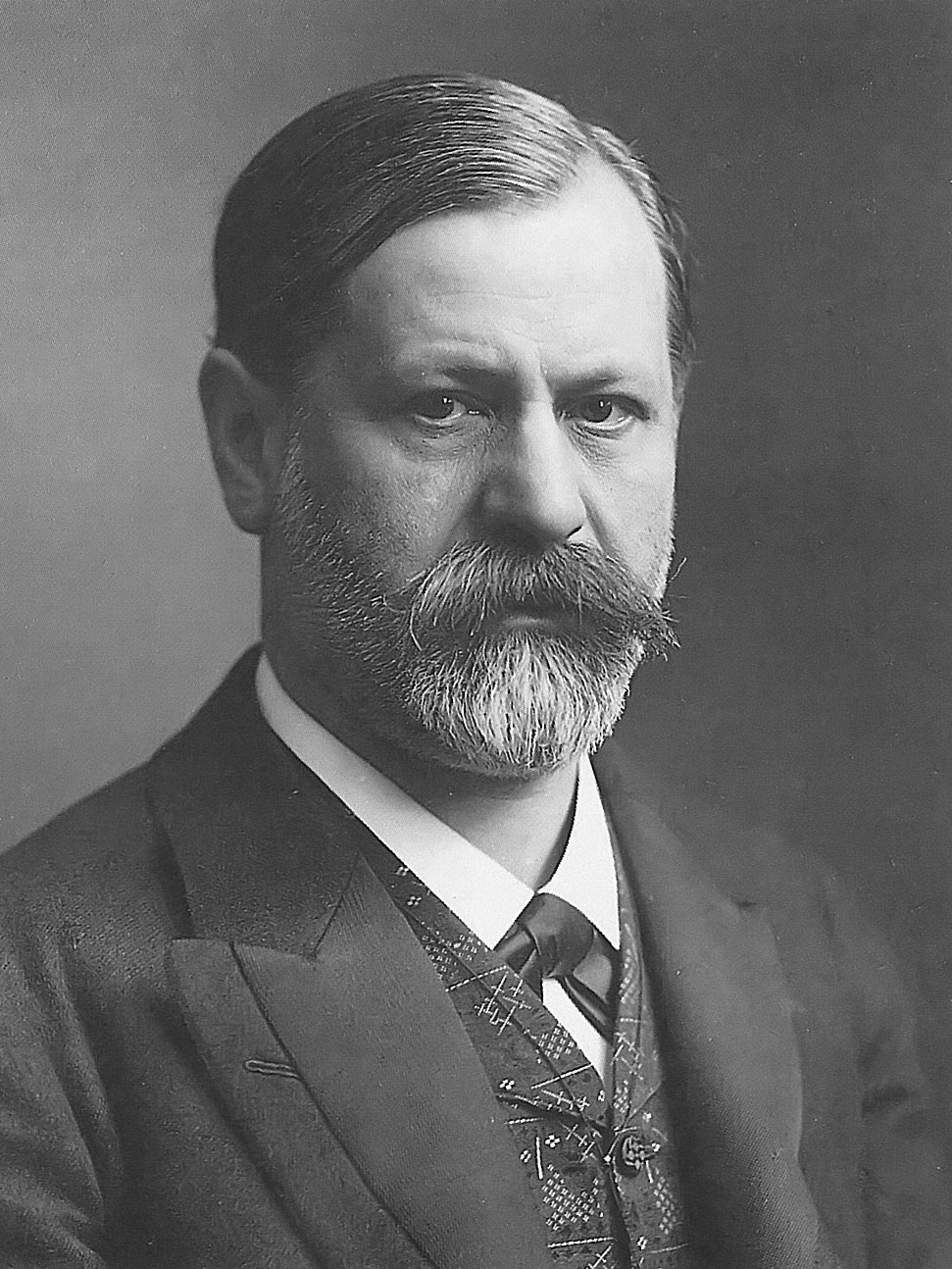
Sigmund Freud, der Begründer der Psychoanalyse.

Sigmund Freuds Verführungstheorie ist eine Mitte der 1890er Jahre aufgestellte Theorie, die sich mit dem Ursprung, der Entwicklung und der möglichen Heilung von Hysterie und Neurosen beschäftigt. Laut Theorie sind verdrängte Erinnerungen an die Erfahrung sexuellen Missbrauchs oder sexueller Belästigung in der frühen Kindheit zentrale Voraussetzung für hysterische, obsessive und neurotische Symptome. Insofern erscheint der Terminus "Verführung" irreführend, da es sich bei den beschriebenen Umständen um Missbrauch und Schädigung und aus heutiger Sicht um Straftaten handelt, die vom Tatopfer nicht gewollt werden.
Anfänglich ging Freud in der Entwicklung seiner Theorie davon aus, dass seine Patienten glaubhafte Berichte tatsächlich erfolgter sexueller Misshandlung und sexuellen Missbrauchs gaben, welche für ihre Neurosen und anderen psychischen Probleme verantwortlich waren. Nach einigen Jahren gab Freud diese für die damalige Zeit noch wesentlich skandalösere Theorie wegen scharfer Proteste aus der Fachwelt (u. a. bei seinem Vortrag vor der Wiener Vereinigung für Psychiatrie und Neurologie am 21. April 1896) auf und stellte seine Verführungstheorie selbst wieder infrage. Am 21. September 1897 schrieb er an seinen Freund Wilhelm Fließ, dass er an seine „Neurotica“ nicht mehr glaube, und verfolgte die Theorie, dass die Erinnerungen an sexuellen Missbrauch de facto imaginäre Fantasien seien (siehe Ödipuskonflikt).

## Freuds Verführungstheorie
Am Abend des 21. April 1896 präsentierte Freud seinem Kollegium Verein für Psychiatrie und Neurologie in Wien seine Schrift mit dem Titel Die Ätiologie der Hysterie. An einer Probe von 12 Patientinnen und 6 Patienten seiner Praxis zeigte er, dass sie alle Opfer sexueller Übergriffe durch wichtige Bezugs- und Pflegepersonen geworden waren, und meinte, hier im Wesentlichen drei Gruppen je nach der Herkunft der sexuellen Reizung unterscheiden zu können:

„In der ersten Gruppe handelt es sich um Attentate, einmaligen oder doch vereinzelten Mißbrauch meist weiblicher Kinder von seiten Erwachsener, fremder Individuen (…), wobei die Einwilligung der Kinder nicht in Frage kam und als nächste Folge des Erlebnisses der Schrecken überwog.
Eine zweite Gruppe bilden jene weit zahlreicheren Fälle, in denen eine das Kind wartende erwachsene Person – Kindermädchen, Kindsfrau, Gouvernante, Lehrer, leider auch allzu häufig ein naher Verwandter – das Kind in den sexuellen Verkehr einführte und ein – auch nach der seelischen Richtung ausgebildetes – förmliches Liebesverhältnis, oft durch Jahre, mit ihm unterhielt.
In die dritte Gruppe endlich gehören die eigentlichen Kinderverhältnisse, sexuelle Beziehungen zwischen zwei Kindern verschiedenen Geschlechtes, zumeist zwischen Geschwistern, die oft über die Pubertät hinaus fortgesetzt werden und die nachhaltigsten Folgen für das betreffende Paar mit sich bringen. (…) Wo ein Verhältnis zwischen zwei Kindern vorlag, gelang nun einige Male der Nachweis, daß der Knabe – der auch hier die aggressive Rolle spielt – vorher von einer erwachsenen weiblichen Person verführt worden war (…) Ich bin daher geneigt anzunehmen, daß ohne vorherige Verführung Kinder den Weg zu Akten sexueller Aggression nicht zu finden vermögen.“

Die Ursache für die Zustände seiner Patienten liege in einem Trauma, das durch das soziale Umfeld des Kindes verursacht wurde. Die Quelle der Hysterie liege also in einem von außen zugefügten Gewaltakt und nicht, wie Freud in seiner späteren Theorie des Ödipuskonflikts postuliert, in innerpsychischen Konflikten zwischen verschiedenen Instanzen der Persönlichkeit. Freud nennt hier ein breites Spektrum möglicher Täter, das er später zugunsten der Vaterätiologie einschränken wird.
Freuds Verführungstheorie betont den ursächlichen Einfluss der Formung des Geistes durch Erfahrung. Laut ihr werden Hysterie und Neurosen durch verdrängte Erinnerungen an kindlichen sexuellen Missbrauch verursacht. Dieser ist die vorzeitige Einführung von Sexualität in die Erfahrungswelt des Kindes, welche zu Traumata führt, da die damit verbundenen Affekte und Gedanken nicht integriert werden können. Ein Erwachsener, der eine normale, nicht-traumatische sexuelle Entwicklung erlebt, kann sexuelle Gefühle altersgemäß in ein kontinuierliches Gefühl seines Selbst assimilieren, während Menschen mit Missbrauchserfahrung Erinnerungen, Gedanken und Gefühle haben, die mit ihrer sonstigen Persönlichkeit inkompatibel erscheinen.
In den drei Schriften zur Verführungstheorie, die 1896 veröffentlicht wurden, schrieb Freud, dass er Erfahrungen solcher Art bei all seinen damaligen Patienten ausmachen konnte, meist noch im Alter unter 4 Jahren. In diesen Schriften wird nicht angegeben, dass die Patienten Berichte solchen Missbrauchs in früher Kindheit selbst erzählt hätten; vielmehr nutzte Freud die analytische Interpretation der Symptome und Assoziationen seiner Patienten, um eine „Reproduktion“ der stark verdrängten Erinnerungen zu provozieren. Obgleich er berichtete, in diesen Versuchen erfolgreich gewesen zu sein, gab er gleichzeitig zu, dass seine Patienten generell nicht überzeugt davon waren, dass ihre Erfahrungen in der Analyse tatsächlich sexuellen Missbrauch in der Kindheit bewiesen. Freuds Darstellung der Verführungstheorie ging über die Jahre durch eine Reihe von Änderungen; die heute gültige Fassung ist seine letzte, in New Introductory Lectures on Psychoanalysis veröffentlichte Version.

## Widerruf der Verführungstheorie
Die Gründe für das Widerrufen seiner Verführungstheorie in den Jahren 1897 und 1898 veröffentlichte Freud nicht. In einem Brief vom 21. September 1897 an seinen Vertrauten Wilhelm Fliess begründete Freud seine Abkehr von der Verführungstheorie mit psychoanalytischen Zweifeln und führt diese Motive weiter aus: Erstens verwies er auf seine Unfähigkeit, auch nur eine einzige Analyse zu einem wirklichen Abschluss zu bringen, und auf das Fehlen vollständigen Erfolges, auf den er gezählt hatte. Zweitens verlieh er seiner Überraschung Ausdruck, dass in allen Fällen der Vater der Perversion bezichtigt werden müsse, um seine Theorie aufrechtzuerhalten. Drittens schien ihm auch die Häufigkeit der Hysterie auf der einen Seite unmöglich eine Entsprechung an Häufigkeit von Perversion gegenüber Kindern auf der anderen Seite haben zu können.
Darüber hinaus verwies Freud darauf, dass das Unbewusste nicht fähig sei, Fakten von Fantasien zu unterscheiden. „Ich glaube an meine Neurotica nicht mehr“, hieß es in seinem Brief vom 21. September 1897. „Er, Freud, habe die Schilderungen der Patienten für bare Münze genommen und darob übersehen, wie Dichtung und Wahrheit sich immer wieder vermengten.“ Im Unbewussten, so Freud, gebe es kein Anzeichen für Realität, somit könne nicht unterschieden werden zwischen Wahrheit und Einbildung, in welche viel Emotion investiert worden sei. (In diesem Brief schrieb Freud, dass sein Verlust an Glauben an seine Theorie nur ihm selbst und Fliess bekannt werden würde, und tatsächlich machte er die Aufgabe seiner Theorie erst 1906 öffentlich.)
Auf die Verführungstheorie folgte, als alternativer Erklärungsansatz, die Theorie der infantilen Sexualität und des Ödipuskonflikts. Die Impulse, Fantasien und Konflikte, die Freud zuvor hinter neurotischen Symptomen aufgedeckt hatte, stammen dieser Theorie zufolge nicht von externen schädlichen Einflüssen, sondern er schrieb sie ausschließlich der innerpsychischen Welt des Kindes zu.